# مشكان (مشهد ميقان)
مشکان (بالفارسية: مشکان) هي قرية تقع في إيران في قسم مشهد میقان الريفي. يقدر عدد سكانها بـ 83 نسمة بحسب إحصاء 2016.